# 傑季尼亞
48°5′19″N 23°1′1″E / 48.08861°N 23.01694°E
傑季尼亞（烏克蘭語：Гетиня），是烏克蘭西部的村莊，隸屬外喀爾巴阡州的貝雷霍韋區。該村面積3.26平方公里，海拔高度128米，2001年人口753，人口密度每平方公里230人。